# Boulevard du Maréchal-Juin
Pour les articles homonymes, voir Juin (homonymie) et Maréchal Juin.
Le boulevard du Maréchal-Juin (en occitan : baloard del Marescal Juin) est une voie de Toulouse, chef-lieu de la région Occitanie, dans le Midi de la France.

## Situation et accès

### Description
Le boulevard du Maréchal-Juin est une voie publique. Il longe la Garonne, à l'ouest le quartier Saint-Michel.
Il correspond à une partie de la route départementale 4 qui va du lieu-dit de Peyrouliès, à Fronton, jusqu'à Toulouse et, de là, à Saint-Sulpice-sur-Lèze où elle est prolongée dans le département de l'Ariège par la route départementale 919 jusqu'à Saint-Jean-de-Verges, pour rejoindre la route nationale 20. En 2017, la partie de la route départementale 4 qui se trouve sur le territoire de Toulouse Métropole lui a été concédée comme route métropolitaine 4.

### Voies rencontrées
Le boulevard du Maréchal-Juin rencontre les voies suivantes, dans l'ordre des numéros croissants (« g » indique que la rue se situe à gauche, « d » à droite) :
- Pont du Garigliano (g)
- Boulevard des Récollets (d)
- Rue Soufflot - accès piéton (d)
- Rampe du Belvédère (d)
- Boulevard des Platanes (d)
- Rue Germinal - accès piéton (d)
- Rue François-Longaud (d)
- Rue des Gallois (d)
- Passage des Bateliers - accès piéton (d)
- Rue de la Chaussée (g)
- Rue des Menuisiers - accès piéton (d)
- Pont Saint-Michel (g)
- Allées Paul-Feuga (d)

### Transports
Le boulevard du Maréchal-Juin est parcouru et desservi par la ligne du Linéo L9. Au nord, la station de tramway Palais-de-Justice se trouve sur les allées Paul-Feuga, non loin de la station de métro du même nom, sur la ligne , et des arrêts de la ligne de bus 66. Au sud, le boulevard des Récollets est traversé par les lignes de Linéo L4L5 et de bus 34152.

## Odonymie

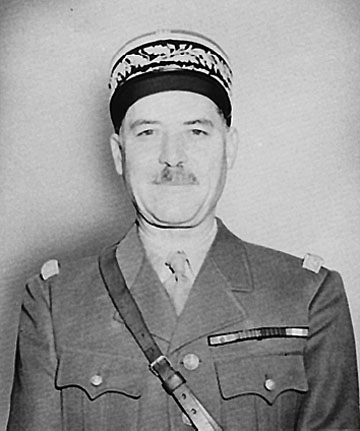
Le général Alphonse Juin vers 1941-1943.

Le nom du boulevard rend hommage à Alphonse Juin (1888-1967), maréchal de France. Son nom fut choisi par décision du conseil municipal le 10 juillet 1967, quelques mois seulement après sa mort. Il s'était rendu célèbre pour son action lors de Seconde Guerre mondiale et particulièrement lorsqu'il fut placé à la tête des troupes françaises en Italie. Il s'illustra à la bataille du Garigliano, qui a donné son nom au pont qui relie le Ramier au boulevard du Maréchal-Juin.
Par ailleurs, le boulevard du Maréchal-Juin est prolongé au sud par l'avenue du Maréchal-de-Lattre-de-Tassigny, en hommage à Jean de Lattre de Tassigny, autre militaire élevé à la dignité de maréchal de France en 1952. Le boulevard du Maréchal-Leclerc, pour Philippe Leclerc de Hauteclocque, se trouve dans le quartier Compans. Il n'existe cependant pas de voie à Toulouse du nom du maréchal Pierre Koenig.

## Histoire
Le boulevard du Maréchal-Juin est aménagé progressivement à partir de 1967, dans le prolongement de l'avenue du Maréchal-de-Lattre-de-Tassigny. Il est officiellement inauguré le 22 juin 1975, en présence de Marie-Cécile Bonnefoy, épouse du maréchal défunt. Le boulevard est finalement ouvert à la circulation au printemps 1978.

## Patrimoine et lieux d'intérêt

### Hôtel de région

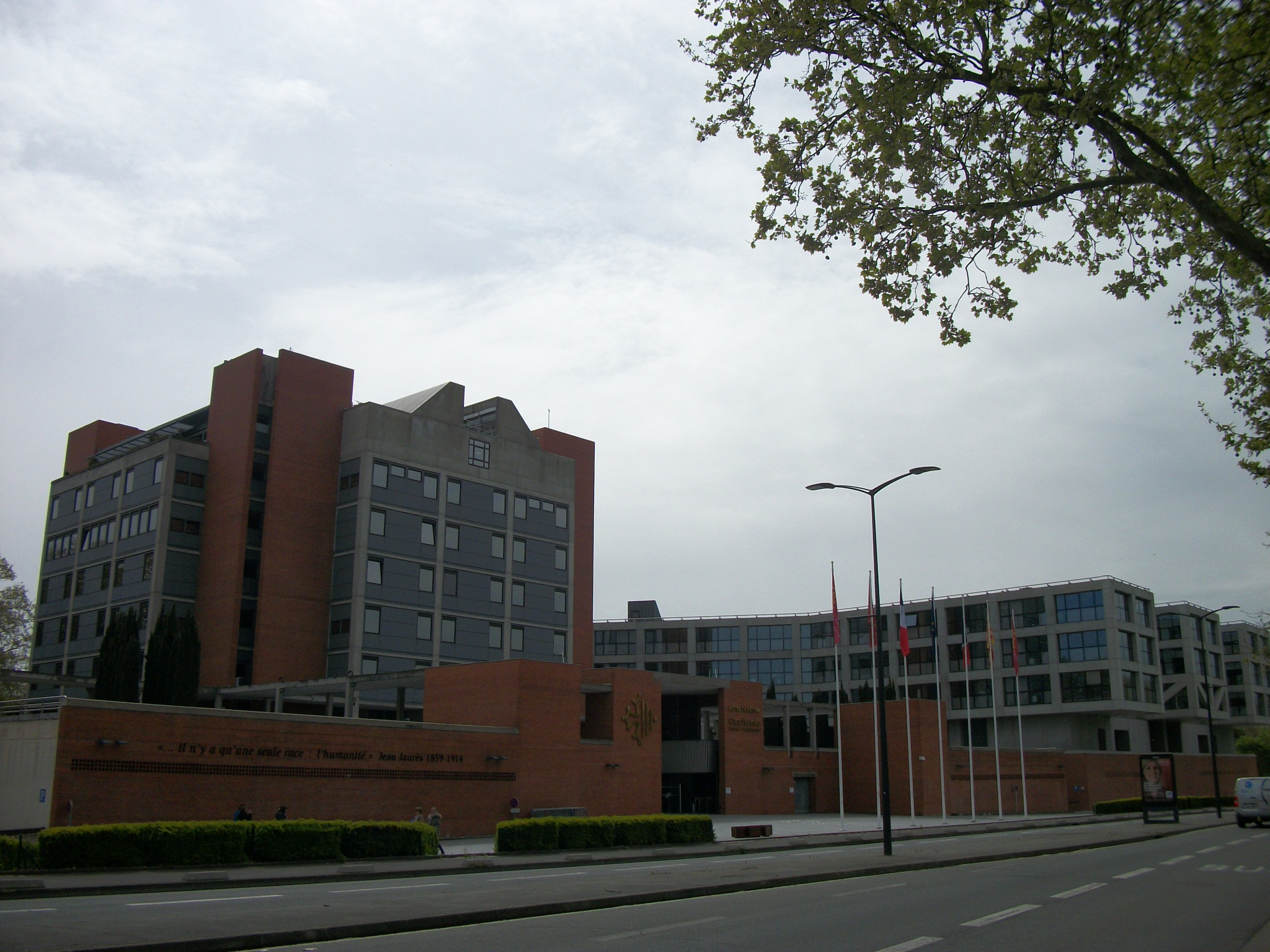
no 22 : le siège principal de l'hôtel de région d'Occitanie.

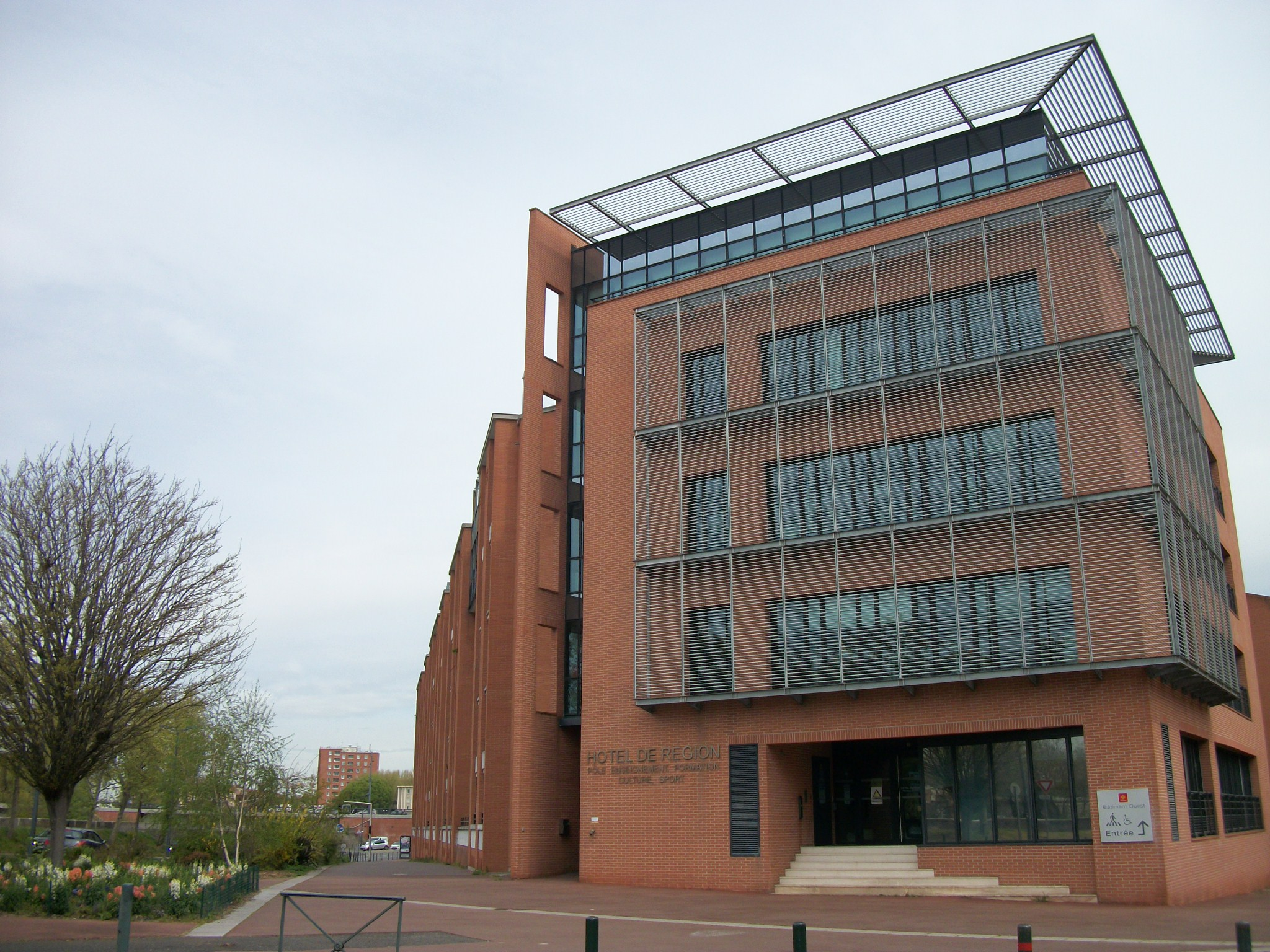
no 24 : le bâtiment de la rue des Bûchers.

L'hôtel de région a été le siège du conseil régional de Midi-Pyrénées, puis d'Occitanie, après 2016. Il est construit entre 1983 et 1985 sur les plans de l'architecte toulousain Jean-Pierre Estrampes. C'est également lui qui est chargé des travaux d'agrandissement pour la salle d'assemblée en 1990. Un nouveau bâtiment, à l'angle de la rue des Bûchers, est construit en 2008 par l'agence parisienne BDVA, qui associe Jérôme de Boisseson, Jean-Michel Dumas et Philippe de Vilmorin. Enfin, une dernière campagne de travaux est menée en 2011 par les architectes toulousains Jacques Munvez, Pierre-Luc Morel et Tony Rouillard,.
- no  22 : le bâtiment principal est caractéristique des recherches de l'architecture postmoderne, qui réutilise de façon critique les formes et les matières traditionnelles. Il témoigne aussi de l'influence de l'architecte américain Louis Kahn, architecte « du silence et de la lumière », sur Jean-Pierre Estrampes. L'édifice se présente comme une forteresse, qui s'élève face au boulevard et à la Garonne. La composition obéit aux règles classiques de la symétrie. Les corps de bâtiment s'organisent autour d'une cour intérieure centrale, couverte d'une verrière. L'ossature est en béton armé, mais les murs sont couverts d'un plaquis de brique rouge, qui contraste avec la couleur des éléments de la structure en béton. Le portique d'entrée, inscrit dans un mur de clôture et cantonné par deux pavillons latéraux, mène à un escalier monumental. Il permet d'accéder au bâtiment principal, posé sur un socle et qui s'élève sur sept niveaux – rez-de-chaussée et six étages. 
Au nord, la salle d'assemblée est accessible par un large escalier. Au sud s'élèvent trois bâtiments rectangulaires légèrement coudés, placés en porte-à-faux. Ils reposent sur un socle en béton. Les façades de verre sont structurées par un quadrillage en béton brut en forte saillie. Les toits-terrasses sont végétalisés.

- no  24 : le bâtiment s'élève à l'angle de la rue des Bûchers. Il se compose de corps de bâtiment de différentes hauteurs, allant de deux à quatre étages. Ils sont couverts soit d'un toit à longs pans de tuile, soit d'un toit terrasse. Les façades alternent les murs-rideaux en verre et en brique.

### Le Génie du Temps
Cette sculpture monumentale est commandée dans le cadre du 1 % artistique. Elle est l'œuvre du sculpteur italien Michelangelo Pistoletto, qui s'inscrit dans le mouvement de l'Arte povera. Elle est inaugurée le 3 décembre 1985 par Alex Raymond, président du conseil régional, et Jack Lang, ministre de la Culture. En 2002, la sculpture est démontée et restaurée, avant d'être replacée, un peu plus au nord, en 2009. La sculpture fait 6 mètres de haut et pèse 20 tonnes. Elle est formée de deux blocs de marbre noir des Pyrénées, travaillé au ciseau ou à la gradine, donnant à l'œuvre un aspect brut où se devinent de larges cicatrices et des accidents. Elle est installée en porte à faux et soutenue par une puissante structure métallique placée à l'intérieur.